# Stèle de la famine

La stèle de la famine, découverte en 1889, est une inscription située sur l'île de Sehel sur le Nil près d'Assouan, qui parle d'une période de sept ans de famine durant le règne de Djéser (IIIe dynastie).

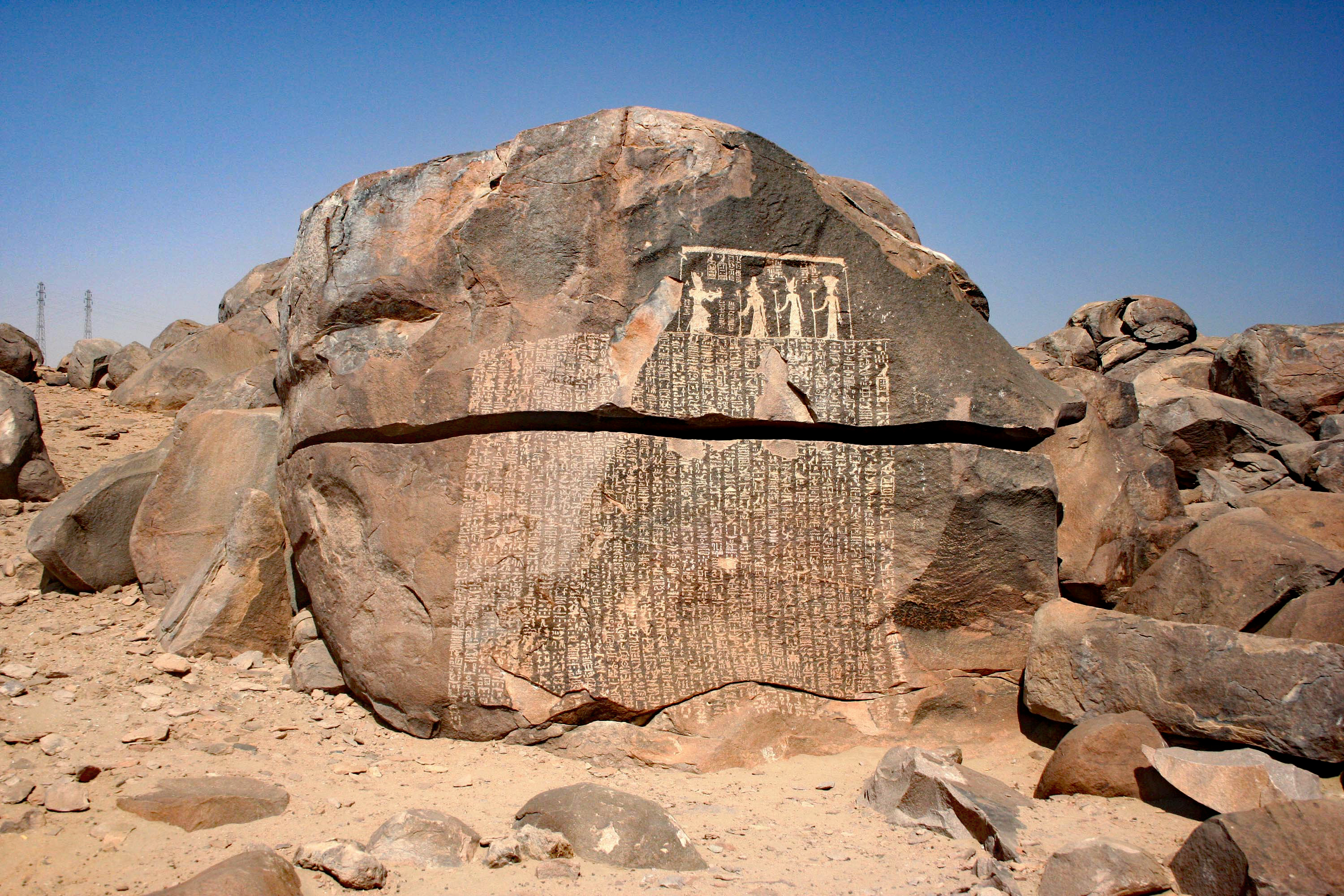
Vue d’ensemble de la stèle.

## Contenu

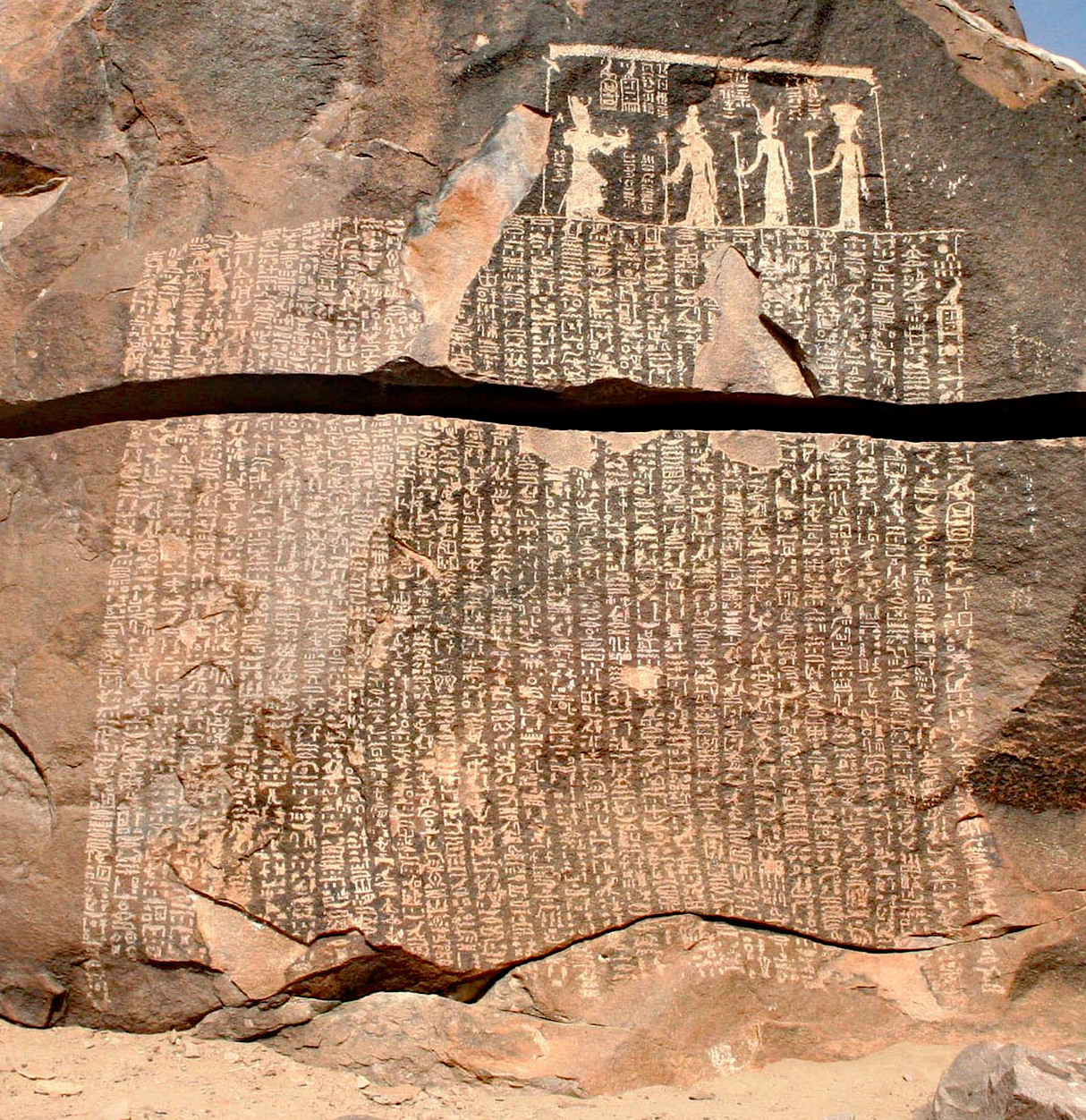
Stèle de la famine, décrivant comment le roi offre des terres à Khnoum pour mettre fin à la famine. En haut, Djéser (à gauche) fait face à trois dieux : Khnoum, Satis et Anoukis.

La stèle de la famine contient un texte de trente-deux colonnes gravé sur la face Est d'un des rochers supérieurs de l’extrême Sud de l'île de Sehel. 
Le texte décrit comment le roi est en colère et inquiet, comment la terre d'Égypte est en proie à une sécheresse de sept ans, période pendant laquelle le Nil n'a pas inondé les terres à proximité. Djéser demande de l'aide aux prêtres de son ministre Imhotep. Ils décident d'enquêter dans les archives du temple de Thot à Hermopolis. Un prêtre informe le roi que la crue du Nil est contrôlée par le « Seigneur des sources du Nil », Khnoum à l'île Éléphantine, dans le sud de la vallée : le dieu Khnoum est en colère, et pour cette raison, il ne permet pas aux eaux du Nil de couler correctement. Djéser ordonne de porter des offrandes pour tenter d'apaiser le dieu. Dans la nuit suivante, le roi a un rêve dans lequel il voit Khnoum, qui promet la fin de la famine. Le roi émet alors un décret qui accorde au temple de Khnoum à Éléphantine la région entre Assouan et Takompso avec toutes ses richesses, ainsi qu'une part de l'ensemble des importations en provenance de la Nubie.
Cette histoire est similaire à celle de Joseph (fils de Jacob) dans la Bible, qui interpréta les sept années de sécheresse du Pharaon.

### Extrait du texte
« L'an 18 de l'Horus Netjerikhet, le roi de Haute et Basse-Égypte Netjerikhet, Celui des Deux Maîtresses Netjerikhet, l'Horus d'Or Djéser (il parle :) « J'étais dans l'affliction sur mon grand trône, et ceux qui sont dans le palais étaient dans la tristesse. Mon cœur était dans une si grande peine, car le Nil n'était pas venu à temps pendant une durée de sept ans. Le grain était peu abondant, les graines étaient desséchées, tout ce qu'on avait à manger était en maigre quantité »... »
« Alors je me suis plu à me retourner vers le passé et j'interrogeai un homme du personnel de l'Ibis, le chef des prêtres-lecteurs, Imhotep. « En quel endroit naît le Nil ? », lui demandai-je, « quel dieu s'y repose, pour qu'il me seconde ? » (Imhotep répondit :) « Il y a une ville au milieu de l'eau ; le Nil l'entoure. Son nom est Éléphantine ; Khnoum est là, comme dieu. »... »
— Traduction Paul Barguet.

## Datation
La stèle de la famine a probablement été sculptée au cours de l'époque ptolémaïque (probablement durant le règne de Ptolémée V Épiphane), mais prétend relater des événements datant de l'époque de Djéser durant la IIIe dynastie. Certains égyptologues pensent qu'il s'agit bien d'un décret émis par le véritable Djéser, d'autres pensent qu'il s'agit d'une fiction. L'inscription fut même considérée comme un faux, commis à cette époque par le clergé de Khnoum pour s'assurer des revenus en se référant à un roi de la nuit des temps.
Même si cette stèle demeure une source douteuse pour des événements datant du XXVIIe siècle avant notre ère, elle apporte une précision concernant Djéser : on y appelle le roi non seulement du nom connu par les listes royales, mais aussi par son nom d'Horus, « Netjerikhet », ce qui permet de mettre en relation avec Djéser les monuments inscrits seulement au nom de Netjerikhet.

## Découverte et traductions
L'inscription fut découverte en 1889 par Charles Edwin Wilbour.
La stèle a été traduite par 
- Heinrich Karl Brugsch dans son ouvrage Die biblischen sieben Jahre der Hungersnoth (1891)
- Willem Pleyte dans les Comptes rendus de l’Académie des Sciences d’Amsterdam (1892, 3e série, t. III)
- Jacques de Morgan (1894)
- Kurt Heinrich Sethe (1901)
- Günther Roeder (1923)[4]
- Paul Barguet (1953)
- Miriam Lichtheim (1973)